# Rashid I bin Maktum
Rashid I bin Maktum (in arabo راشد بن مكتوم آل مكتوم‎?; ... – Dubai, 7 aprile 1894), è stato emiro di Dubai dal 1886 al 1894.

## Ascesa al trono
Hasher bin Maktum morì senza lasciare una chiara linea di successione, causando una spaccatura nella famiglia tra i due contendenti per il titolo: lo sceicco Maktum bin Hasher, figlio primogenito di Hasher, e lo sceicco Rashid bin Maktoum, fratello di Hasher.
Lo sceicco Rashid ottenne il sostegno della maggioranza della famiglia e dei leader tribali e prese il potere nel 1886, continuando le politiche di libero scambio e conciliazione avviate dal predecessore. Fu un governante influente e quando nel 1891 fu contattato dallo sceicco di Abu Dhabi Zayed I bin Khalifa Al Nahyan che gli chiedeva assistenza per un conflitto ad al-Buraymi, fu in grado di radunare una forza considerevole di 300 cammellieri e 30 cavalieri da inviargli in sostegno.
Rashid ereditò il conflitto in corso con i governanti degli emirati del Nord e i periodi di pace nella costa furono rari, con incursioni quasi costanti, in particolare nel 1889 e nel 1890. Nel 1891, circa 400 uomini della tribù Marar, considerandosi maltrattati da Rashid, conclusero la stagione perlacea navigando con le loro barche a Sharja. Questa azione portò a tre anni di aspri negoziati, arbitrati dal residente britannico, che risolsero richieste e controdeduzioni finanziarie che portarono a una serie di conflitti a terra.

## Accordo esclusivo
Nel 1892 Rashid firmò come gli altri sovrani l'Accordo esclusivo. Esso obbligava gli Stati della Tregua a non entrare in "alcun accordo in corrispondenza con alcun Potere diverso dal Governo Britannico", a non consentire senza il permesso dei britannici la residenza nel territorio a un agente di qualsiasi altro governo e a non cedere, vendere, mutuare o altrimenti concedere l'occupazione di alcuna parte del territorio, salvo che al governo britannico.
Sempre nel 1892, a marzo, un certo numero di soggetti di Dubai espulse diversi dipendenti degli al-Qasimi dall'isola di Sir Abu Nu'ayr causando la censura da parte dell'agente britannico che chiese agli aggressori di ritirarsi e restituire le armi che vennero quindi sequestrate. Rashid dovette controllare i suoi sudditi perché fu loro impedito di recarsi a Sir Abu Nu'ayr senza il permesso dello sceicco di Sharja.
Nel settembre del 1892, Rashid sposò una donna della sottosezione Al Bu Shamis della tribù Na'im di al-Buraymi.
Morì a Dubai il 7 aprile 1894 durante un grave focolaio di colera, sebbene la causa della sua morte fu descritta come un "attacco di paralisi".